# Svenska cupen i fotboll 2000/2001
Svenska cupen i fotboll 2000/2001 var den 46:e upplagan av Svenska cupen i fotboll och arrangerades av Svenska Fotbollförbundet. När turneringen inleddes var Örgryte IS regerande mästare. Mästare 00/01 blev till slut IF Elfsborg som vann finalen över AIK efter straffsparksläggning.

## Andra omgången
Matcherna spelades  23 och 24 augusti 2000 
- Motala AIF (Division II) 1-4 AIK (Allsvenskan)
- Ljungby IF (Division II) 0-1 Halmstads BK (Allsvenskan)
- Skärhamns IK (III) 1-6 Örgryte IS (Allsvenskan)
- Myresjö IF (Division II) 0-4 Helsingborgs IF (Allsvenskan)
- Enköpings SK (Superettan) 2-1 IFK Norrköping (Allsvenskan)
- IF Lödde (IV) 0-4 Trelleborgs FF (Allsvenskan)
- Båstads GIF (IV) 0-7 Landskrona BoIS (Superettan)
- Treby IF (IV) 1-0 Åhus Horna BK (Division II)
- Ängelholms FF (III) 0-1 IF Elfsborg (Allsvenskan)
- Påarps GIF (WC) 2-7 Helsingborgs Södra BIS (Division II)
- Staffanstorps GIF (IV) 1-0 Högaborgs BK (Division II)
- Perstorps SK (III) 0-4 Malmö FF (Superettan)
- IFK Kalmar (IV) 0-2 Mjällby AIF (Superettan)
- Västra Torsås IF (III) 0-6 Östers IF (Superettan)
- Mjölby Södra IF (IV) 1-6 Husqvarna FF (Division II)
- Hvetlanda GIF (IV) 2-6 Kalmar FF (Superettan)
- Vinbergs IF (III) 1-5 IFK Göteborg (Allsvenskan)
- Gånghesters SK (IV) 0-6 IK Kongahälla (Division II)
- Skogens IF (III) 0-3 GAIS (Allsvenskan)
- Floda BoIF (IV) 0-5 Gunnilse IS (Superettan)
- Lerkils IF (III) 0-5 BK Häcken (Allsvenskan)
- Sandareds IF (IV) 0-1 Västra Frölunda IF (Allsvenskan)
- Åsebro IF (IV) 2-1 Vänersborgs IF (III)
- Slottskogen / Godhem IF (IV) 1-0 Gerdskens BK (III)
- GAIK / Kullen BK (IV) 1-0 Donsö IS (IV)
- Inlands IF (IV) 2-3 Rosseröds IK (IV) Golden Goal
- IFK Skövde (IV) 3-1 Ulvåkers IF (III)
- IFK Mariestad (IV) 1-4 Grimsås IF (Division II)
- Borens IK (IV) 1-3 BK Zeros (III)
- LSW IF (III) 2-4 Åtvidabergs FF (Superettan)
- Frövi IK (IV) 0-7 OM Sylvia (Superettan)
- Säffle FF (III) 0-4 Degerfors IF (Division II)
- IK Sturehov (IV) 1-5 Carlstad United BK (III)
- Laxå IF (IV) 2-1 Karlstads BK (IV) Gyllene mål
- Sala FF (IV) 0-7 Assyriska FF (Superettan)
- Kungsörs SK (IV) 1-11 Västerås SK (Superettan)
- Arboga Södra IF (III) 0-9 Örebro SK (Allsvenskan)
- Karlslunds IF (III) 1-7 Nacka FF (Division II)
- FC Krukan (WC) 1-4 Älvsjö AIK (IV)
- Bollstanäs SK (IV) 0-11 Djurgårdens IF (Superettan)
- Hargs BK (III) 1-0 FC Café Opera Djursholm (Superettan)
- Skultuna IS (IV) 0-1 Syrianska FC (Division II)
- IFK Tumba FK (IV) 2-3 Vallentuna BK (Division II) Gyllene mål
- Heby AIF (III) 0-1 IK Sirius (Division II)
- Garda IK (III) 2-4 Spårvägens FF (Division II)
- IFK Viksjö (IV) 1-5 Arlanda FF (III)
- IFK Österåker (III) 3-2 Huddinge IF (III)
- IF Brommapojkarna (Division II) 1-4 Hammarby IF (Allsvenskan)
- Gestrike-Hammarby IF (III) 2-1 Sandvikens IF (Division II) Gyllene mål
- Korsnäs IF (III) 0-6 IK Brage (Superettan)
- Delsbo IF (IV) 1-2 Bollnäs GoIF (III)
- IFK Mora (IV) 0-1 Söderhamns FF (III)
- Forsa IF (IV) 2-1 Edsbyns IF (III) Gyllene mål
- IFK Bergvik (IV) 2-3 Essviks AIF (IV) Gyllene mål
- IF Älgarna (III) 1-3 GIF Sundsvall (Allsvenskan)
- Sandåkerns SK (IV) 0-5 Friska Viljor FC (Division II)
- Sörfors IF (IV) 0-3 Östersunds FK (Division II)
- Skellefteå AIK (Division II) 1-2 Umeå FC (Superettan) Gyllene mål
- Sävar IK (III) 3-4 IFK Holmsund (Division II) Gyllene mål
- Holms SK (IV) 1-2 Gimonäs CK (III)
- Sävast AIF (WC) 1-2 IFK Luleå (III)
- Morön BK (III) 1-4 Piteå IF (Division II)
- Gammelstads IF (III) 0-4 Luleå FF (Division II)
- Hedens IF (III) 0-1 Kiruna FF (Division II)

## Tredje omgången
Majoriteten av matcherna spelades 20 och 21 september 2000 .
- BK Zeros (III) 0-1 IF Sylvia (Superettan)
- Laxå IF (IV) 2-3 Husqvarna FF (Division II)
- IFK Luleå (III) 3-1 Kiruna FF (Division II)
- Hargs BK (III) 1-3 Assyriska FF (Superettan)
- Gestrike-Hammarby IF (III) 0-2 Spårvägens FF (Division II)
- Åsebro IF (IV) 3-0 Degerfors IF (Division II)
- Forsa IF (IV) 3-6 IK Brage (Superettan)
- Mjällby AIF (Superettan) 0-1 Trelleborgs FF (Allsvenskan)
- Essviks AIF (IV) 0-2 Friska Viljor FC (Division II)
- Östersunds FK (Division II) 1-2 GIF Sundsvall (Allsvenskan)
- IFK Österåker FK (III) 0-3 Åtvidabergs FF (Superettan)
- Piteå IF (Division II) 1-3 Umeå FC (Superettan)
- Treby IF (IV) 1-10 Landskrona BoIS (Superettan)
- Söderhamns FF (III) 2-1 IK Sirius (Division II)
- GAIK / Kullen BK (IV) 0-2 Gunnilse IS (Superettan)
- Gimonäs CK (III) 1-2 Luleå Fotbollförening (Division II)
- Staffanstorps GIF (IV) 1-2 Helsingborgs Södra BIS (Division II) Gyllene mål
- Carlstad United BK (III) 0-2 Örebro SK (Allsvenskan)
- Arlanda FF (III) 1-2 Vallentuna BK (Division II)
- Kalmar FF (Superettan) 1-0 Halmstads BK (Allsvenskan) Gyllene mål
- Rosseröds IK (IV) 0-3 BK Häcken (Allsvenskan)
- Slottsskogen / Godhem IF (IV) 0-4 Västra Frölunda IF (Allsvenskan)
- Älvsjö AIK FF (IV) 0-5 Enköpings SK (Superettan)
- IK Kongahälla (Division II) 1-6 IFK Göteborg (Allsvenskan)
- Västerås SK FK (Superettan) 1-3 Hammarby IF (Allsvenskan)
- Nacka FF (Division II) 0-2 Djurgårdens IF (Superettan)
- IFK Skövde FK (IV) 1-4 IF Elfsborg (Allsvenskan)
- Grimsås IF (Division II) 1-4 GAIS (Allsvenskan)
- Syrianska FC (Division II) 1-4 AIK (A)
- Bollnäs GoIF (III) 4-3 IFK Holmsund (Division II)
- Östers IF (Superettan) 0-2 Örgryte IS (Allsvenskan)
- Malmö FF (Superettan) 2-1 Helsingborgs IF (Allsvenskan) Gyllene mål

## Fjärde omgången
Spelades mellan 11 oktober 2000 och 4 april 2001.
- Söderhamns FF (III) 2-0 IK Brage (Superettan)
- IF Sylvia (Superettan) 1-2 BK Häcken (Allsvenskan)
- Bollnäs GoIF (III) 0-5 GIF Sundsvall (Allsvenskan)
- Husqvarna FF (Division II) 1-2 IFK Göteborg (Allsvenskan)
- Kalmar FF (Superettan) 2-3 GAIS (Allsvenskan)
- Spårvägens FF (Division II) 1-2 Örebro SK (Allsvenskan)
- Åtvidabergs FF (Superettan) 0-4 Örgryte IS (Allsvenskan)
- Gunnilse IS (Superettan) 2-6 IF Elfsborg (Allsvenskan)
- Vallentuna BK (Division II) 2-5 Hammarby IF (Allsvenskan)
- Landskrona BoIS (Superettan) 0-2 Trelleborgs FF (Allsvenskan)
- AIK (Allsvenskan) 2-0 Assyriska FF (Superettan)
- Enköpings SK (Superettan) 3-4 Djurgårdens IF (Superettan)
- Friska Viljor FC (Division II) 1-0 Umeå FC (Superettan)
- Helsingborgs Södra BIS (Division II) 5-6 Malmö FF (Superettan)
- IFK Luleå (III) 2-3 Luleå Fotbollförening (Division II)
- Åsebro IF (IV) 0-3 Västra Frölunda IF (Allsvenskan)

## Femte omgången
Matcherna spelades den 12 april 2001.
- BK Häcken 0–1 Malmö FF
- Djurgårdens IF 1–2 IFK Göteborg
- Hammarby IF 0–2 Örgryte IS
- IF Elfsborg 1–0 Västra Frölunda IF
- IFK Luleå 0–1 Friska Viljor
- Söderhamns FF 0–2 Gais
- Trelleborgs FF 2–0 GIF Sundsvall
- Örebro SK 1–2 AIK

## Kvartsfinaler
Matcherna spelades den 27 april 2001.
- AIK 3–2 Trelleborgs FF
- Gais 3–0 Friska Viljor
- IFK Göteborg 1–2 Malmö FF
- Örgryte IS 1–3 IF Elfsborg

## Semifinaler
Matcherna spelades den 10 respektive 11 maj 2001.
- Malmö FF 0–2 AIK
- IF Elfsborg 2–1 Gais

## Finalen
Spelades mellan IF Elfsborg-AIK, på Stadsparksvallen i Jönköping, slutresultat 10-9  efter förlängning och straffar. Publiksiffra 6 364.
| AIK         |    |                   |     |     |
|             |    |                   |     |     |
| MV          | 1  | Daniel Andersson  |     |     |
| HB          | 2  | Karl Corneliusson | 44' |     |
| MB          | 4  | Benjamin Kibebe   |     |     |
| MB          | 6  | Teddy Lučić       |     |     |
| VB          | 5  | Erik Edman        |     |     |
| DM          | 9  | Stefan Ishizaki   |     | 77′ |
| M           | 11 | Martin Åslund     |     |     |
| M           | 8  | Daniel Tjernström |     | 77′ |
| AM          | 21 | Sharbel Touma     |     |     |
| A           | 10 | Andreas Andersson |     |     |
| A           | 7  | Nebojša Novaković | 21′ | 89′ |
| Avbytare    |    |                   |     |     |
| M           |    | Thomas Lagerlöf   |     | 77′ |
| A           |    | Patric Andersson  |     | 77′ |
| Tränare:    |    |                   |     |     |
| Olle Nordin |    |                   |     |     |

| IF Elfsborg:         |    |                        |     |      |
|                      |    |                        |     |      |
| MV                   | 30 | Johan Wiland           |     |      |
| HB                   | 2  | Daniel Ung             |     |      |
| MB                   | 17 | Kristoffer Arvhage     |     |      |
| MB                   | 14 | Joakim Alexandersson   |     |      |
| VB                   | 3  | Johan Sjöberg          |     | 113′ |
| DM                   | 23 | Martin Strömberg       |     |      |
| M                    | 9  | Anders Svensson        |     |      |
| M                    | 8  | Stefan Andreasson      |     |      |
| AM                   | 15 | Andreas Klarström      | 47′ |      |
| A                    | 18 | Fredrik Berglund       |     | 113′ |
| A                    | 13 | Lars-Gunnar Carlstrand |     | 82′  |
| Avbytare             |    |                        |     |      |
| MV                   | 1  | Anders Bogsjö          |     |      |
| B                    | 5  | Martin Andersson       |     | 113′ |
| A                    | 12 | Fredrik Mohlin         |     | 82′  |
| A                    | 11 | Niklas Gudmundsson     |     | 113′ |
| Tränare:             |    |                        |     |      |
| Bengt-Arne Strömberg |    |                        |     |      |

Matchdomare
- Huvuddomare:
  - Leif Sundell
- Assisterande domare: 
  - Ingemar Larsson
  - Stefan Wittberg

Matchregler
- 90 minuters matchtid
- 30 minuter övertid vid oavgjort
- Straffsparksläggning om resultetet kvarstår
- Fem spelare på avbytarbänken per lag
- Tre byten per lag